# Epicloud
Epicloud je peti studijski album kanadskog progresivnog metal sastava Devin Townsend Project. Njegova diskografska kuća HevyDevy Records i InsideOut Music objavile su ga 18. rujna 2012. u Sjevernoj Americi i 24. rujna 2012. u Europi.

## Pozadina
U intervjuu sa Soundwave TV-om Townsend je objasnio kako je nastao Epicloud: "Mislim da sam sad kao trijezan čovjek u procesu skladanja uspio doći do točke na kojoj se ne predomišljam oko materijala; ako nešto skladam, ostavim to kakvo jest i dovršim to. Prethodnih par godina razmišljao sam 'Okej, moram skladati tu novu stvar vezanu za 'Ziltoida'; dovoljno imam nadahnuća da bih mogao skladati tu epsku svemirsku operu i pretjerati s njom, učiniti je vrlo mračnom.' Sjeo sam i skladao, ali svaki put bih napisao nekakvu hard rock stvar s elementima popa. I odlučio bih: 'Okej, izbacit ćemo tu iz sustava i onda ćemo skladati 'Ziltoida'.' I onda bih ju izbacio iz sustava i vratio bih se skladanju 'Ziltoida'. I onda bih opet skladao takvu pjesmu. I onda mi je prošlo kroz glavu: 'Okej, očito je da ova stvar želi izaći prije toga.'"
O glazbenom stilu Epiclouda Townsend je Noisecreepu rekao: "Na cijelom albumu ima malo new age stvari, džezističkih stvari, žestokih stvari. Pokrili smo sve. Epicloud je prvi album na koji sam se usudio staviti sve te stvari na jedno mjesto – ide od melodičnog hard rocka prema shizofrenom heavy metalu do countryja pa sve do ambijentalnih stvari, a sve se to nalazi na jednome mjestu. Na njemu se služim i gospel zborom, gudačkim orkestrom i puhačkim orkestrom."
Za ime albuma Townsend je rekao da ima dvostruko značenje. Prvo su značenje nadahnula mnoga putovanja avionom na koja je sastav išao tijekom turneje; tad je Townsend spomenuo da mu je guba što su iznad oblaka, 'epi-cloud'. Drugo značenje opisuje glazbeni sadržaj albuma, epski i glasan, 'epic-loud'.
Upitan o odluci za ponovno snimanje pjesme "Kingdom", skladbe s njegova albuma Physicist iz 2000. godine, Townsend je rekao: "Ponovno smo snimili 'Kingdom' jer ju često izvodimo na koncertima, a sad je mnogo bolja nego na Physicistu."

## Popis pjesama
Tekstovi: Devin Townsend, glazba: Townsend, osim na pjesama "Liberation" i "Grace", koje je skladao s Ryanom Van Poederooyenom.
| 1.    | »Effervescent!«   | 0:44 |
| 2.    | »True North«      | 3:53 |
| 3.    | »Lucky Animals«   | 3:21 |
| 4.    | »Liberation«      | 3:21 |
| 5.    | »Where We Belong« | 4:27 |
| 6.    | »Save Our Now«    | 4:08 |
| 7.    | »Kingdom«         | 5:29 |
| 8.    | »Divine«          | 3:17 |
| 9.    | »Grace«           | 6:09 |
| 10.   | »More!«           | 4:05 |
| 11.   | »Lessons«         | 1:07 |
| 12.   | »Hold On«         | 3:57 |
| 13.   | »Angel«           | 6:00 |
| 49:58 |                   |      |

| Bonus pjesme s iTunes inačice | Bonus pjesme s iTunes inačice | Bonus pjesme s iTunes inačice | Bonus pjesme s iTunes inačice | Bonus pjesme s iTunes inačice | Bonus pjesme s iTunes inačice | Bonus pjesme s iTunes inačice | Bonus pjesme s iTunes inačice | Bonus pjesme s iTunes inačice | Bonus pjesme s iTunes inačice |
| Br.                           | Skladba                       | Trajanje                      |                               |                               |                               |                               |                               |                               |                               |
| ----------------------------- | ----------------------------- | ----------------------------- | ----------------------------- | ----------------------------- | ----------------------------- | ----------------------------- | ----------------------------- | ----------------------------- | ----------------------------- |
| 14.                           | »Cry Forever (Demo)«          | 4:00                          |                               |                               |                               |                               |                               |                               |                               |
| 15.                           | »Take My Ego (Demo)«          | 6:23                          |                               |                               |                               |                               |                               |                               |                               |
| 60:21                         |                               |                               |                               |                               |                               |                               |                               |                               |                               |

| Bonus pjesma na japanskoj inačici albuma | Bonus pjesma na japanskoj inačici albuma | Bonus pjesma na japanskoj inačici albuma | Bonus pjesma na japanskoj inačici albuma | Bonus pjesma na japanskoj inačici albuma | Bonus pjesma na japanskoj inačici albuma | Bonus pjesma na japanskoj inačici albuma | Bonus pjesma na japanskoj inačici albuma | Bonus pjesma na japanskoj inačici albuma | Bonus pjesma na japanskoj inačici albuma |
| Br.                                      | Skladba                                  | Trajanje                                 |                                          |                                          |                                          |                                          |                                          |                                          |                                          |
| ---------------------------------------- | ---------------------------------------- | ---------------------------------------- | ---------------------------------------- | ---------------------------------------- | ---------------------------------------- | ---------------------------------------- | ---------------------------------------- | ---------------------------------------- | ---------------------------------------- |
| 14.                                      | »Epicloud«                               | 6:07                                     |                                          |                                          |                                          |                                          |                                          |                                          |                                          |
| 56:05                                    |                                          |                                          |                                          |                                          |                                          |                                          |                                          |                                          |                                          |

| Epiclouder (bonus disk s digipak inačice albuma) | Epiclouder (bonus disk s digipak inačice albuma) | Epiclouder (bonus disk s digipak inačice albuma) | Epiclouder (bonus disk s digipak inačice albuma) | Epiclouder (bonus disk s digipak inačice albuma) | Epiclouder (bonus disk s digipak inačice albuma) | Epiclouder (bonus disk s digipak inačice albuma) | Epiclouder (bonus disk s digipak inačice albuma) | Epiclouder (bonus disk s digipak inačice albuma) | Epiclouder (bonus disk s digipak inačice albuma) |
| Br.                                              | Skladba                                          | Trajanje                                         |                                                  |                                                  |                                                  |                                                  |                                                  |                                                  |                                                  |
| ------------------------------------------------ | ------------------------------------------------ | ------------------------------------------------ | ------------------------------------------------ | ------------------------------------------------ | ------------------------------------------------ | ------------------------------------------------ | ------------------------------------------------ | ------------------------------------------------ | ------------------------------------------------ |
| 1.                                               | »Believe (Demo)«                                 | 4:05                                             |                                                  |                                                  |                                                  |                                                  |                                                  |                                                  |                                                  |
| 2.                                               | »Happy Birthday (Demo)«                          | 4:36                                             |                                                  |                                                  |                                                  |                                                  |                                                  |                                                  |                                                  |
| 3.                                               | »Quietus (Demo)«                                 | 5:34                                             |                                                  |                                                  |                                                  |                                                  |                                                  |                                                  |                                                  |
| 4.                                               | »Heatwave (Demo)«                                | 3:36                                             |                                                  |                                                  |                                                  |                                                  |                                                  |                                                  |                                                  |
| 5.                                               | »Love Tonight (Demo)«                            | 4:49                                             |                                                  |                                                  |                                                  |                                                  |                                                  |                                                  |                                                  |
| 6.                                               | »The Mind WASP (Demo)«                           | 4:40                                             |                                                  |                                                  |                                                  |                                                  |                                                  |                                                  |                                                  |
| 7.                                               | »Woah No! (Demo)«                                | 4:11                                             |                                                  |                                                  |                                                  |                                                  |                                                  |                                                  |                                                  |
| 8.                                               | »Love and Marriage (Demo)«                       | 4:02                                             |                                                  |                                                  |                                                  |                                                  |                                                  |                                                  |                                                  |
| 9.                                               | »Socialization (Demo)«                           | 7:18                                             |                                                  |                                                  |                                                  |                                                  |                                                  |                                                  |                                                  |
| 10.                                              | »Little Pig (Demo)«                              | 4:53                                             |                                                  |                                                  |                                                  |                                                  |                                                  |                                                  |                                                  |
| 47:44                                            |                                                  |                                                  |                                                  |                                                  |                                                  |                                                  |                                                  |                                                  |                                                  |

## Recenzije
Thom Jurek, recenzent s web-stranice AllMusic, albumu je dodijelio tri i pol zvjezdica od njih pet i izjavio: "U konačnici, Epicloud je snimljen kako bi bio pristupačan većem broju slušatelja i kao takav je vrlo uspješan. Nije nešto pretjerano pustolovan, ali je zaista zabavan. Kad bi pola onoga što se danas naziva rockom glavne struje bilo iole toliko zanimljivo ili zadovoljavajuće, vrijedilo bi opet slušati radio." Irving s web-stranice Sputnikmusic dodijelio mu je tri boda od njih pet i komentirao: "Očito je da Townsend voli pretjerivati, čak i kad ne izražava nekakvu transcendentalnu poruku. Rezultati takvoga pristupa predvidljivo su mješoviti. Iako su orkestralno bombastične i krasi ih gorući zvučni zid, pjesme poput "Where We Belong", "Grace" i "More!" doimaju se praznima i lišenima duše. Čak i trenutci koji zvuče fenomenalno zapravo samo ističu rascjep između samih sebe i ostatka čopora koji se natječe s njima, zbog čega imamo dodatne razloge sumnjati da je posljednji dodatak u Townsendov opus doista lišen prave svrhe."

## Zasluge
| Devin Townsend Project - Devin Townsend – vokali, gitara, klavijature, produkcija, miksanje, tonska obrada - Brian "Beav" Waddell – zborski vokali, bas-gitara - Ryan Van Poederooyen – bubnjevi - Dave Young – zborski vokali, gitara, klavijature, mandolina Ostalo osoblje - Anthony Clarkson – ilustracije, omot albuma - Paul Silveira – miksanje, pomoćna tonska obrada, tonska obrada (zborskih vokala) - Mike Young – pomoćna tonska obrada - Paul Dutil – pomoćna tonska obrada - Mattias Eklund – pomoćna tonska obrada - Troy Glessner – mastering - Dom Monteleone – tonska obrada (bubnjeva) - Ray Fulber – snimanje (saksofona i truba) - Tom Hawkins – fotografija | Dodatni glazbenici - Anneke van Giersbergen – vokali - Lonnie Delisle – zborski vokali, zborski aranžman - Candus Churchill – zborski vokali - Charlene Witt – zborski vokali - Dan Walker – zborski vokali - Dawn Pemberton – zborski vokali - Eva Maria Harden – zborski vokali - Jacqueline Welsh – zborski vokali - Leora Cashe – zborski vokali - Marcus Mosely – zborski vokali - Rebecca Lam – zborski vokali - Rosalind Keane – zborski vokali - Mike St. Jean – prateći vokali, pomoćna tonska obrada - Jean Savoie – prateći vokali - Munesh Sami – prateći vokali - Tyler Thorne – prateći vokali - Graham Ord – saksofon, truba |

## Ljestvice
| Ljestvica (2012.)          | Najviša Pozicija |
| -------------------------- | ---------------- |
| Belgija (Flandrija)        | 169              |
| Belgija (Valonija)         | 115              |
| Finska                     | 8                |
| Francuska                  | 96               |
| Nizozemska                 | 88               |
| Njemačka                   | 87               |
| SAD (Billboard 200)        | 105              |
| SAD (Independent Albums)   | 26               |
| SAD (Top Hard Rock Albums) | 5                |
| SAD (Top Heatseekers)      | 1                |
| SAD (Top Rock Albums)      | 38               |
| Škotska                    | 54               |
| Ujedinjeno Kraljevstvo     | 61               |